# Dimmuborgir

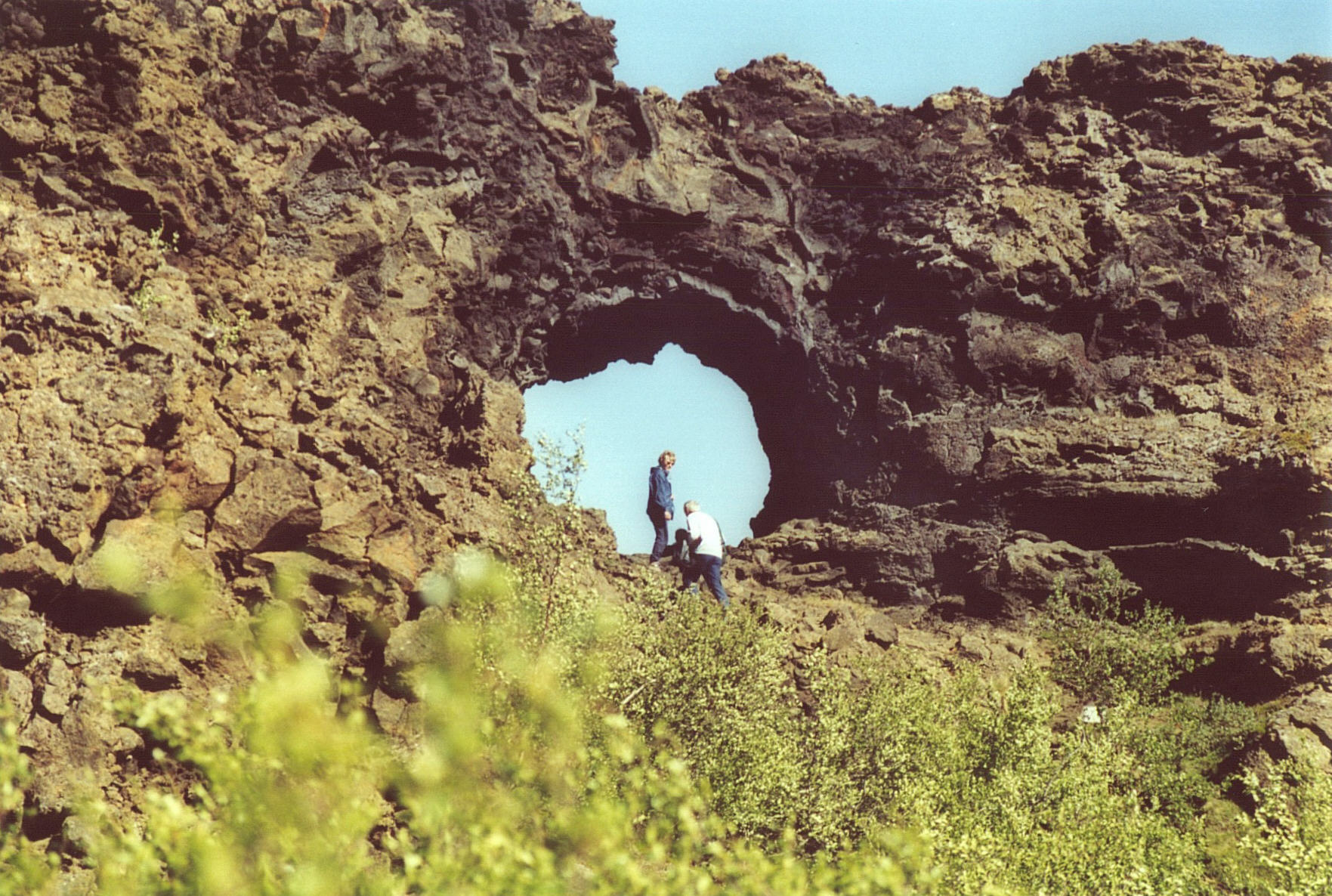
Dimmuborgir.

Dimmuborgir (Dimmu = oscuridad,  Borgir = fortaleza, IPA: [tɪmʏ pɔrcɪr]) es un área amplia de campos de lava extraordinariamente moldeados ubicados al este de Mývatn en Islandia. El área Dimmuborgir está compuesta de varias cavernas y formaciones rocosas, los restos de actividad volcánica son quizá recuerdos de una antigua ciudadela derrumbada. Al arrojar columnas de vapor el lugar se atesta con humo sulfúrico. 
En el folclore islandés – se dice – que el Dimmuborgir conecta la tierra con las regiones infernales, y es el supuesto lugar de residencia de duendes y gnomos.
La banda noruega de symphonic black metal Dimmu Borgir tomó su nombre de este sitio.